# Saltério de Ingeborg

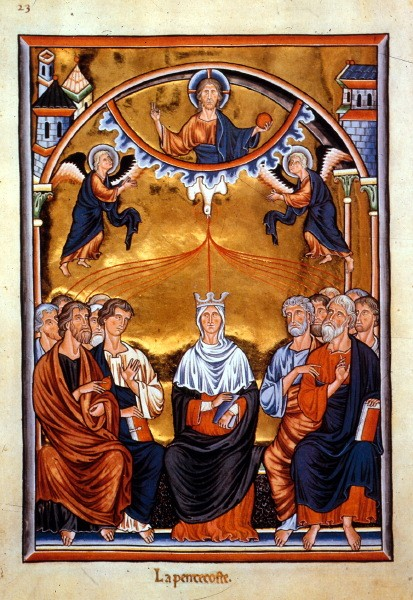
Pentecostes, do Saltério de Ingeborg

O Saltério de Ingeborg é um manuscrito medieval ricamente iluminado, criado para a rainha Ingeborg da Dinamarca em torno de 1200, e que está depositado atualmente no Museu Condé, em Chantilly, França.
O nome do autor das iluminuras é desconhecido, sendo chamado atualmente de O Mestre do Saltério de Ingeborg, cuja mão foi reconhecida em outros manuscritos da época . Parece que outro artista também trabalhou na obra. O estilo das ilustrações representa uma mudança na tradição românica de ilustrações altamente estilizadas em favor de uma representação mais naturalista do mundo. Outras características notáveis são o modelado tridimensional das figuras, suas proporções inovadoras e sua grande expressividade, além do intenso colorido, que já atualizam o estilo gótico que se tornava dominante na Europa .
O saltério de pergaminho inicia com uma grande iluminura em torno da letra B da palavra Beatus, e seguem-se os 150 salmos ricamente decorados ao longo de 400 páginas de texto e imagens. Livros como esse constituem precursores dos Livros de Horas que se tornariam populares entre a nobreza mais tarde. As 51 iluminuras ilustram diversas cenas da vida de Abraão e Moisés, da história de Jessé, do Juízo Final e da vida de Cristo e da Virgem Maria, além de imagens para a lenda de Teófilo, importante acréscimo que está entre as primeiras fontes imagéticas para a história de Fausto que se consolidaria séculos depois .